# Брати Весніни
Брати Весніни — російські та радянські архітектори, які працювали спільно над низкою проєктів; представники конструктивізму.
- Веснін Віктор Олександрович (1882—1950)
- Веснін Леонід Олександрович (1880—1933)
- Веснін Олександр Олександрович (1883—1959)

Батьківщина братів — містечко Юр'євець, розташоване на Волзі.
У 1930 році був оголошений конкурс на будівництво Театру масового музичного дійства в Харкові (у той час столиці України). Всього брало участь 144 роботи. Згідно з умовами конкурсу, театр повинен був вміщати не менше чотирьох тисяч осіб; поряд зі спектаклями там передбачалося проводити масові заходи. Перший приз конкурсу отримав проект братів Весніних, який вирішував усі поставлені завдання. Центральною частиною композиції вони зробили великий овальний зал місткістю від 4 до 6 тис. глядачів. Глядацькі місця розташовувалися амфітеатром. Однак незабаром столицю України було перенесено до Києва і проєкт Весніних не був реалізований.
На честь академіка В. О. Весніна, який здійснив з групою співробітників проектування і будівництво Дніпрогесу, в Харкові була названа одна з вулиць.